# 里维埃拉 (提契诺州)
里维埃拉（義大利語：Riviera，義大利語發音：[riˈvjɛ.ra] ⓘ）是瑞士提契诺州的一个市镇。该市镇总面积为86.17平方千米，截至2018年12月31日总人口为4,219人。